# هوف‌خیست
هوف‌خیست (به هلندی: Hofgeest) یک منطقهٔ مسکونی در هلند است که در فلسن واقع شده‌است. هوف‌خیست ۱۱۰ نفر جمعیت دارد.